# Dorian Le Gallienne
Dorian Leon Marlois Le Gallienne (* 19. April 1915 in Melbourne; † 27. Juli 1963 ebenda) war ein australischer Komponist.
Dorian Le Gallienne studierte an der Universität Melbourne und seit 1938 am Royal College of Music London bei Herbert Howells und Arthur Benjamin. Nach 1945 wirkte er in Melbourne als Lehrer am Konservatorium, Tonmeister des Australischen Rundfunks und Musikkritiker.
Er komponierte zwei Sinfonien, eine sinfonische Studie, zwei Ballette, kammermusikalische Werke, Klavierstücke, Psalmen für Chor und Orchester und Lieder.

## Veröffentlichungen (Auswahl)
- 1962: Music from the Soundtrack of the Film „The Prize“ ([W&G])
- 1963: The Film Music (W&G)
- Dorian Le Gallienne, Margaret Sutherland, Linda Phillips: Australian Songs (Australian Broadcasting Commission)
- 1965: Melbourne Symphony Orchestra: Sun Music I • Irkanda IV / Sinfonietta